# L'inverno dei leoni
L’inverno dei Leoni è un romanzo storico scritto da Stefania Auci, pubblicato da Editrice Nord nel 2021. È incentrato sulla storia della famiglia Florio in Sicilia, tra la fine del XIX secolo e i primi decenni del XX.
Costituisce la diretta continuazione del precedente volume, I leoni di Sicilia, i cui eventi si fermavano al 1868.
Il libro ha vinto il Premio Bancarella 2022.

## Edizioni
- L'inverno dei Leoni, Collana Narrativa, Editrice Nord, Milano, 2021, ISBN 978-8842931546.